# Svart busktörnskata
Svart busktörnskata (Laniarius nigerrimus) är en fågelart i familjen busktörnskator inom ordningen tättingar.

## Utbredning och systematik
Fågeln förekommer i södra Somalia (nedre Shabeelle- och Jubbadalarna) samt kustnära nordöstra Kenya söderut till Tanafloden. Den behandlas som monotypisk, det vill säga att den inte delas in i några underarter.

## Status och hot
Arten har ett stort utbredningsområde, men tros minska i antal, dock inte tillräckligt kraftigt för att den ska betraktas som hotad. Internationella naturvårdsunionen IUCN listar arten som livskraftig (LC).